# Melchisedech
Melchisedech (hebrejsky מלכי צדק‎, v ekumenickém překladu bible Malkísedek) je biblická postava z knihy Genesis Gn 14, 18 (Kral, ČEP), kde se setkává s Abramem (později přejmenovaným na Abraháma), žehná mu a přijímá desátek.
Je označen jako „král a velekněz nejvyššího“ (je zde použito el Eljon, nikoli JHVH), kterého uctívá chlebem a vínem.
Židovská tradice ztotožňuje Melchisedecha s Noemovým synem Šémem. Kristus je v 5. kapitole Listu Židům označován jako kněz podle řádu Melchisedechova.
Ve mši Římskokatolické církve v I. eucharistické modlitbě se Kristova oběť přirovnávána k oběti Melchisedechově podle citace Žalmu 110:4 v listu Židům - Žd 5, 6 (Kral, ČEP); Žd 7, 17 (Kral, ČEP); Žd 7, 21 (Kral, ČEP).

## Etymologie jména
Sedech bylo jméno Jeruzaléma a Melchi-sedech byl titul udělený jeho králi.

## Melchisedech v jiných náboženstvích
V mormonismu je pro věřící možno získat tzv. Melchisedechovo kněžství.